# Amalasunta
Amalasunta, també coneguda com a Amalasuntha, Amalasuentha, Amalaswintha o Amalasuintha (c. 495 - 30 d'abril de 535), fou reina dels ostrogots.
Amalasunta era filla del rei ostrogot Teodoric el Gran. El 515 es va casar amb Eutaric, un noble ostrogot d'Hispània i amb qui tingué dos fills: Atalaric i Matasunta.

## Orígens familiars
Amalasunta va néixer a Ravenna, filla del rei ostrogot Teodoric el Gran i de la princesa Andefleda (o Audefleda), filla del rei dels francs Clodoveu I.
Procopi i Cassiodor la van conèixer en primera persona, el primer per ser conseller i ambaixador romà d'Orient, el segon per tenir el càrrec a la cort ostrogoda de magister officiorum. Tots dos la descriuen com a més influïda per la cultura romana que per la dels gots, i diuen que era coneixedora de la llengua llatina i la grega.

## Regència
El 515 es va casar amb Eutaric, un noble ostrogot d'Hispània i amb qui tingué dos fills: Atalaric i Matasunta.
A la mort de Teodoric, l'agost del 526, com que Eutaric ja havia mort el 522, Atalaric va pujar al tron, però com encara era un infant, la regència va caure sobre les espatlles de la seva mare, Amalasunta.
La nova regent va iniciar una política de reconciliació entre el Regne Ostrogot d'Itàlia, la població d'origen romana i els romans d'Orient, per exemple va retornar els béns confiscats als fills de Boeci i de Flavi Simmac. Va escollir persones moderades per als alts càrrecs, per exemple el got Tuluin, a qui va confiar el comandament de l'exèrcit. També va dedicar grans esforços per donar al seu fill una educació clàssica romana. Les seves polítiques aviat causaren malestar entre els gots, que començaren a conspirar per matar-la. Conscient del perill, Amalasunta va ordenar executar tres dels principals conspiradors al mateix temps que negociava amb Justinià I demanant-li asil en el cas que es veiés obligada a fugir d'Itàlia amb el tresor dels ostrogots, que segons Procopi era de 2.880.000 sòlids d'or.
Els gots temien que Amalasunta es tornés a casar i eliminés el seu fill de la successió, per imposar la seva fe arriana.
Amalasunta va donar suport a la flota romana d'Orient de Belisari, que estava en guerra contra els vàndals, per la qual cosa li permeté prendre possessió de la fortalesa de Lilibèon a Sicília, que havia pertangut als ostrogots des de l'any 500, per dot d'Amalafrida, la germana del seu pare Teodoric i mare de Teodat, però que estava casada amb el vàndal Trasamund.
La reapropiació de Lilibèon, però, no va ser reconeguda per l'emperador Justinià I, que l'any 533 va iniciar negociacions complexes amb el regne dels gots per tractar problemes polítics i qüestions teològiques (la teopaschita controvèrsia), durant les quals Amalasunta s'ocuparia del senador Alexandre, enviat per l'emperador, de confiar el govern d'Itàlia a l'Imperi Romà d'Orient en el cas que, amb la mort del seu fill Atalaric, llavors greument malalt, les seves relacions amb la noblesa goda li impedissin fer-ho ella.

## Reina d'Itàlia

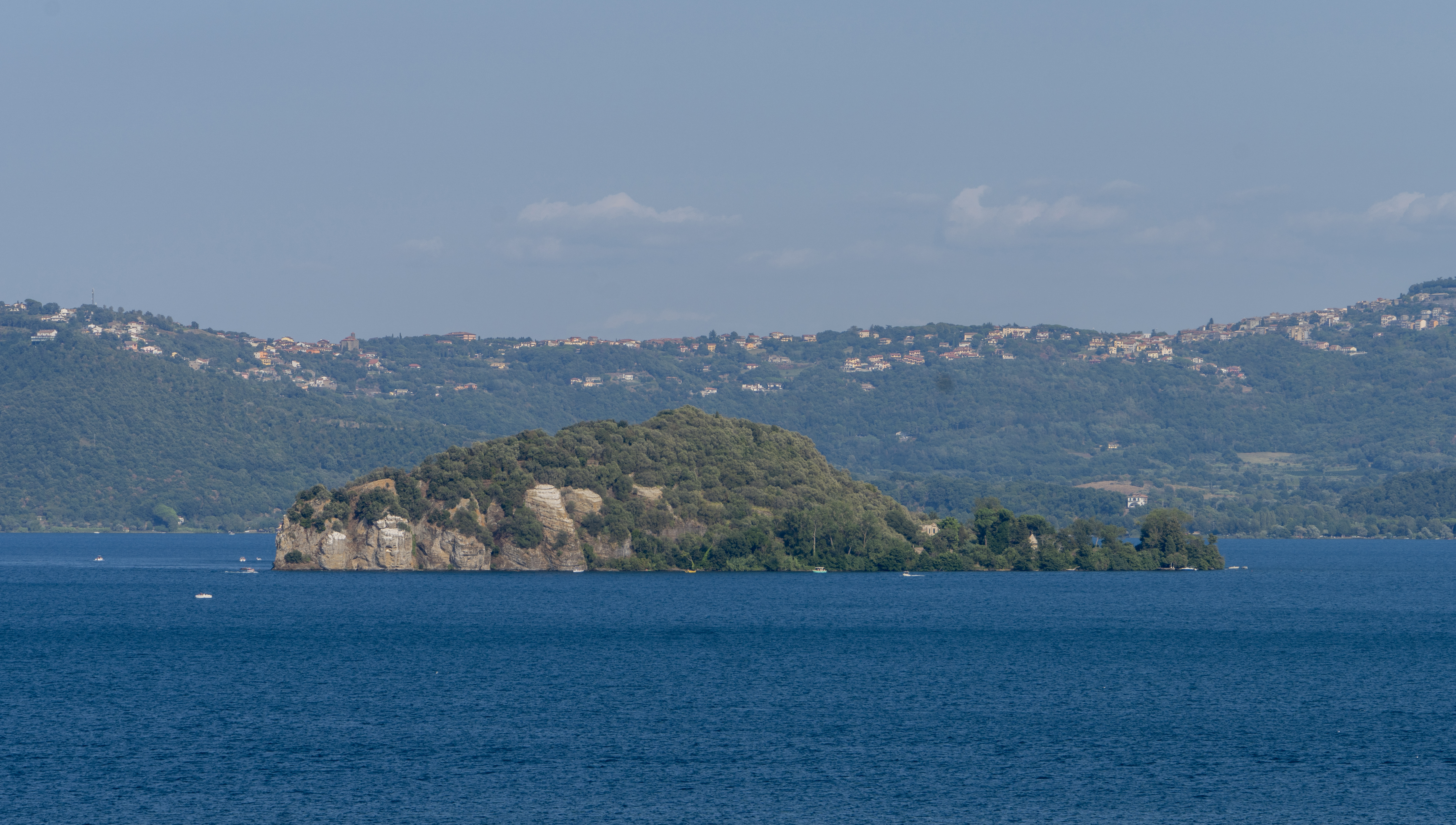
L'illa Martana, on va ser duta amb enganys i després assassinada

Amb la mort del seu fill el 534, Amalasunta es va veure convertida en reina i va buscar guanyar-se un aliat en la figura del seu cosí Teodat, amb qui es va casar. Poc després, però, Teodat ordenava que Amalasunta fos empresonada en una illa del llac de Bolsena (illa Martana), en la regió del Laci. Allà seria assassinada, en la primavera de 535, per uns parents dels conspiradors que havia manat executar durant la seva regència. La seva mort va proporcionar a Justinià I el casus belli per començar la guerra gòtica.
La seva filla es convertiria en l'esposa del futur rei Vitigès, i a la mort d'aquest, es casava amb Germà (nebot de Justinià).